# 皮加勒广场

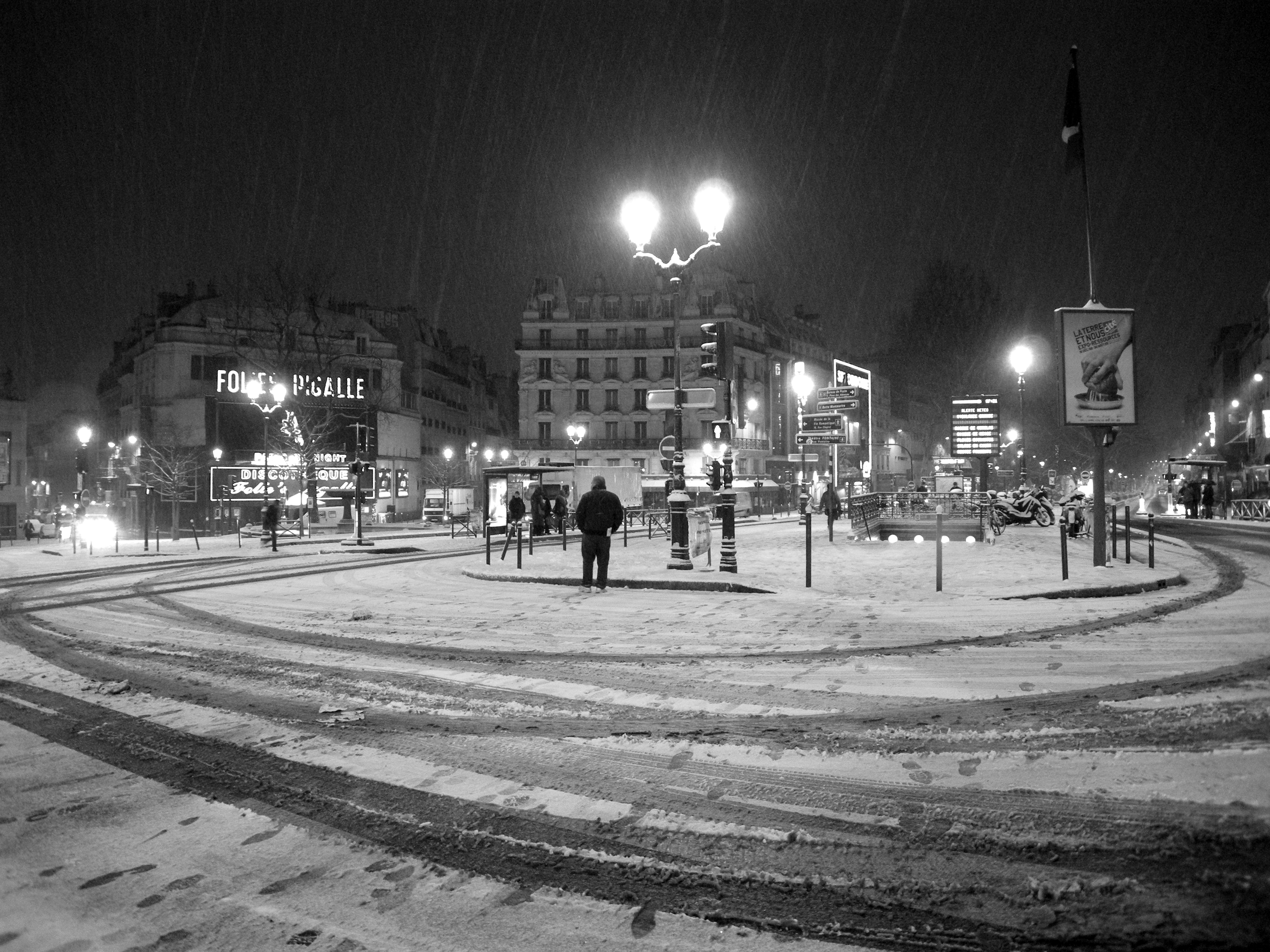
冬天的皮加勒广场

皮加勒广场（Place Pigalle）是法国巴黎的一个广场，位于巴黎第九区, 介于克利希大道（Boulevard de Clichy）和罗什舒阿尔大道（Boulevard de Rochechouart）之间，靠近圣心堂（Sacré-Cœur），在蒙马特山脚下。这个广场得名于雕塑家让·巴蒂斯特·皮加勒（Jean-Baptiste Pigalle），附近是著名的皮加勒区（Quartier Pigalle）。
19世纪末，皮加勒广场及附近街道，是画家工作室和文学咖啡馆的街区，其中最为著名的是“新雅典”（Nouvelle Athènes）。
皮加勒广场启发了乔治·乌尔默（Georges Ulmer）这首歌的灵感：“一个小喷泉，一个地铁站，小酒馆包围，皮加勒....”。
48°52′55″N 2°20′14″E / 48.88194°N 2.33722°E